# Meadow Park
Meadow Park es un estadio de fútbol localizado en Borehamwood, Hertfordshire, Inglaterra. Es el estadio del Boreham Wood donde hace de local, también lo ocupa para ser de local los equipos de Arsenal Women F. C., Arsenal F. C. Reservas y las reservas del Watford fc Reserves.

## Historia
Boreham Wood se mudó a Meadow Park desde Eldon Avenue en 1963. Un nuevo stand principal se construyó poco después. Este fue demolido en 1999 y reemplazado por un nuevo soporte. A new West Stand was opened in 2014.
La máxima asistencia para este estadio fue de 4.030 personas para ver un partido amistoso contra el Arsenal el 13 de julio de 2001.